# Aleksander Malinowski (socjalista)
Aleksander Malinowski (ur. 27 lutego 1869 we wsi Łuka (powiat taraszczański guberni kijowskiej), zm. 25 grudnia 1922 w Zakopanem) – polski działacz socjalistyczny i niepodległościowy, wydawca źródeł, inżynier technolog.

## Życiorys
Syn Antoniego (zm. 1882) - dyrektora cukrowni i byłego powstańca styczniowego i Malwiny z Grosheimów, jako jedno z ich siedmiorga dzieci. Po ukończeniu gimnazjum w Białej Cerkwi studiował w latach 1889–1895 na wydziale mechanicznym Instytutu Technologicznego w Charkowie, uzyskując w 1895 dyplom inżyniera technologa. Zamieszkał w Warszawie, pracował w fabryce Vesta, a następnie w Kolei Nadwiślańskiej. W 1895 związał się z nielegalną Polską Partią Socjalistyczną.
W latach 1897–1898 i 1904-1905 był członkiem Centralnego Komitetu Robotniczego PPS. Zajmował się tzw. techniką, czyli przewozem i kolportażem wydawnictw. W 1899 przewiózł z Wilna do Łodzi tajną drukarnię Robotnika. Okresowo był sekretarzem Komitetu Zagranicznego PPS. 
Metodą ankiet zbierał informacje o sytuacji politycznej, strajkach i aresztowaniach w Królestwie Polskim. Z redakcyjną pomocą Leona Wasilewskiego ogłosił dwa tomy (tom 3 obejmujący lata 1902-1904 pozostał w rękopisie). Pośmiertnie wydano fragmenty jego korespondencji i wspomnień.
W 1907 powrócił do pracy zawodowej uruchamiając przedsiębiorstwo budowlane we Lwowie. Specjalizował się w budownictwie żelbetonowym i był wybitnym fachowcem w tym zakresie.
Po wybuchu I wojny światowej należał do pierwszych oddziałów Strzelca, które wymaszerowały z Krakowa do zaboru rosyjskiego. Następnie był skarbnikiem Polskiej Organizacji Narodowej i delegatem Naczelnego Komitetu Narodowego. W 1916 powrócił do Krakowa. Po odzyskaniu niepodległości prowadził filię krakowską firmy Malinowski i Kiełbasiński. Biuro budowlane w Warszawie, budującej żelbetonowe obiekty przemysłowe. Odegrał istotną rolę w sprowadzeniu do Polski Gabriela Narutowicza, swego osobistego przyjaciela i powierzeniu mu teki ministra robót publicznych.
Jesienią 1922 odnowiła się u Malinowskiego gruźlica płuc, wyjechał na leczenie do Zakopanego, gdzie zmarł.

## Publikacje
- Materiały do historii P.P.S. i ruchu rewolucyjnego w zaborze rosyjskim od r. 1893-1904, t. 1: Rok 1893-1897, przedmowa J. Piłsudski, Warszawa: Wydaw. „Życie” 1907[1].
- Materiały do historii P.P.S. i ruchu rewolucyjnego w zaborze rosyjskim od r. 1893-1904, t. 2: Rok 1898-1901, przedmowa J. Piłsudski, Warszawa: Wydaw. „Życie” 1911[2].
- Aleksander Malinowski 1869–1922, 1924.